# Ернестина Шинова
Ернестина Чавдарова Шинова-Слабакова е българска актриса.

## Биография
Родена е на 2 юли 1963 година в град София. Баща ѝ е писателят Чавдар Шинов.
През 1986 г. завършва ВИТИЗ „Кръстьо Сарафов" със специалност актьорско майсторство за драматичен театър в последния клас на професор Любомир Кабакчиев. По-късно специализира в Италия в „Belle Arti". Известно време играе в Бургаския театър. Играе и в телевизионното предаване „Комиците“. Омъжена е за режисьора Андрей Слабаков и двамата имат дъщеря, Йоанна.

## Награди
- Награда за най-добра женска роля НА СБФ и Национален филмов център за филма „Хиндемит“ (2009)

## Филмография
- „Откраднат живот“ (2016–2020) (сезон 2–9) – София Стаменова
- „Пеещите обувки“ (2016) – възрастната Леа
- „Столичани в повече“ (2012 – 2013) (сезон 4 – 6) – Зоя
- „Мисия Лондон“ (2010) – Деворина Силянска
- „Хиндемит“ (2008)
- „Ерудитъ“ (2005)
- Operation Delta Force 4: Deep Fault – Втори заложник
- „Годината на петела“ (2003) – попадията
- Птицата (2003)
- „Госпожа Динозавър“ (2002) – секретарка
- „Вагнер“ (1998) – Елена / жената от рекламата
- „Приятелите на Емилия“ (1996) – Жената на един приятел
- La ragnatela 2 (1993) ТВ серии
- L'uomo dal fiore in bocca (1992) късометражен
- „Бащата на яйцето“ (1991), 4 серии, (България/Алжир)
- „Пролетна песен“ (1988)
- „Копнежи по белия път“ (1987)
- „Петък вечер“ (1987) – Цецка Милушева
- „Скъпа моя, скъпи мой“ (1986)
- „Завръщане“ (1983) – Марта
- „Третото лице“ (1983) – Катя
- „Отражения“ (1982)
- „Къде живееш?“ (1981) – Невена, приятелката на Евгени

## Озвучаване
- „Реката“ (2008) – Тополата

## Дублаж
- „Падингтън 2“ (2017)